# Epitelio sensorial

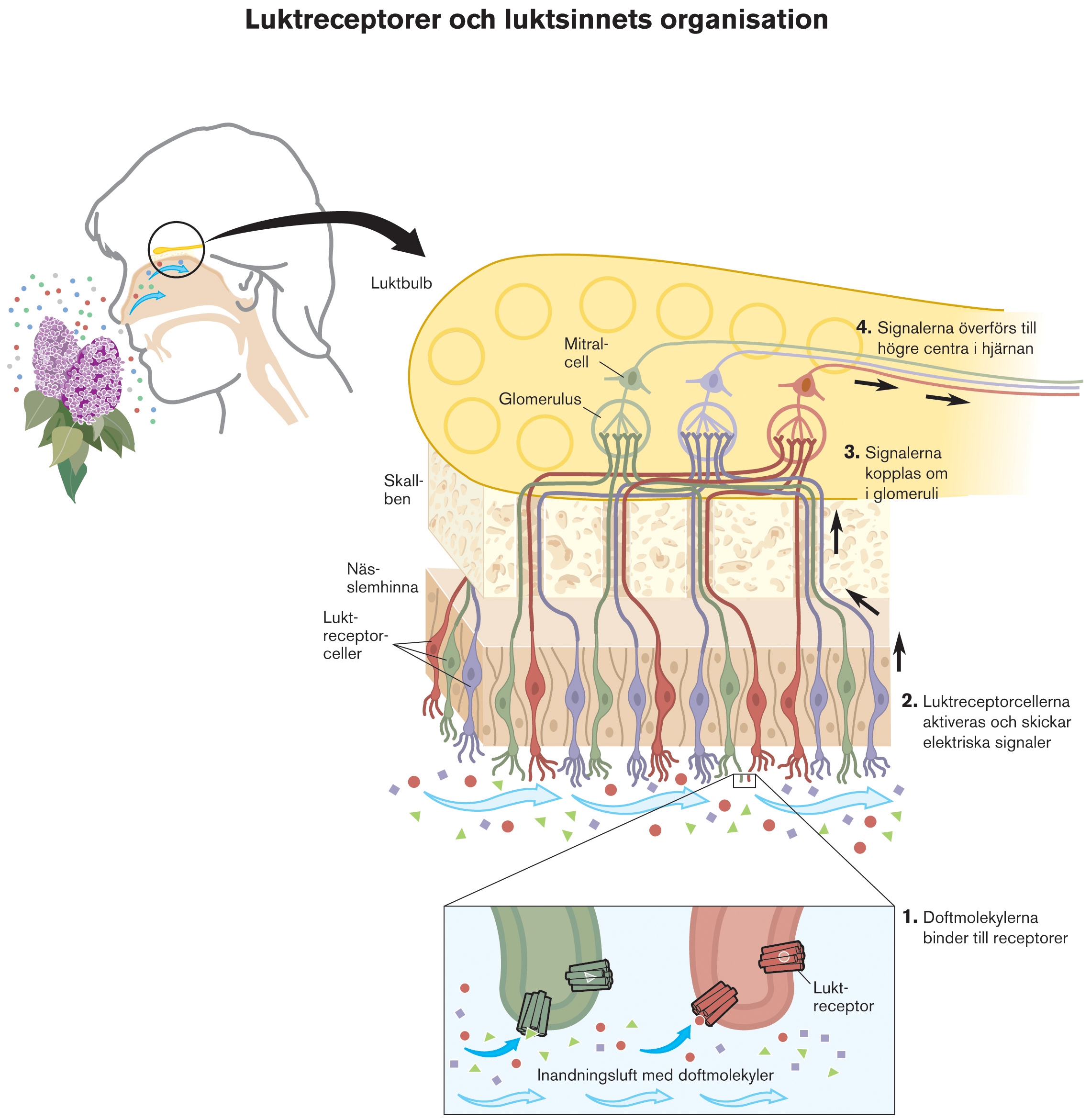
El sentido del olfato reposa en el funcionamiento del epitelio olfatorio, un tipo especializado de epitelio capaz de convertir señales químicas en señales nerviosas.

Un epitelio sensorial es un tipo de epitelio especializado que en general recubre diferentes superficies de los organismos, a menudo formando parte de un aparato complejo destinado a captar y procesar señales provenientes del ambiente que lo rodea. Los epitelios sensoriales están formados por células especializadas que cuentan con un mecanismo de transducción de señales que permiten convertir diferentes tipos de estímulos químicos o físicos provenientes del mundo externo en mensajes interpretables por otras células o tejidos del organismo, permitiendo de esta manera que los seres vivos puedan interactuar en forma rápida con su medio ambiente.

## Origen embriológico
En los animales superiores los tejidos a sensitivo la nariz, oídos y ojos están formados por diferentes tipos de epitelios sensoriales. Estos epitelios, al igual que el sistema nervioso central y la epidermis tienen un origen embriológico común, desarrollándose todos a partir de la misma lámina de células, el ectodermo. Todas estas estructuras poseen varias características básicas en común, y su desarrollo está gobernado por sistemas de ganes muy relacionados. Todos estos tejidos sensoriales retienen una organización epitelial, aunque esta resulta muy diferente de la epidermis o de las glándulas que derivan de ella.

## Estructura general de los epitelios sensoriales
Dentro de cada epitelio sensorial existen células que actúan como transductores, convirtiendo las señales externas en señales eléctricas que pueden ser interpretadas por el sistema nervioso, llamadas neuronas sensoriales, y otros grupos de células que sirven de soporte o conforman diferentes tipos de glándulas. En la nariz, los transductores son las neuronas sensoriales olfatorias; en el oído, son las células ciliadas auditivas y en el ojo, radiorreceptores. 
Todos estos tipos de células transductores son, sin embargo, células similares a neuronas. Cada una posee una estructura típica y especializada en su extremo apical que detecta los estímulos externos y los convierte en un cambio en el potencial de membrana, llamado potencial de acción. Y cada una de ellas hace sinapsis por su cara basal con neuronas que llevan la información sensitiva a sitios específicos del cerebro.

## Los epitelios sensoriales en los órganos de los sentidos
La nariz, el oído y el ojo son órganos muy complejos, que poseen elaborados mecanismos destinados a recoger señales provenientes del mundo exterior, filtrarlas y concentrarlas sobre las superficies sensitivas, desde donde pueden desencadenar un efecto sobre el sistema nervioso. En cada uno de estos órganos el componente clave es el epitelio sensorial. A pesar de que el espacio ocupado por los epitelios sensoriales es pequeño comparado con todo el aparato accesorio, es la parte que más se ha conservado en la evolución, no solo de vertebrado a vertebrado, sino también entre vertebrados e invertebrados.

### Epitelio olfatorio
Las neuronas_receptoras_olfativas de la nariz son auténticas neuronas, que envían sus axones hasta el cerebro. Tienen una vida media de solo uno o dos meses, de forma que continuamente son reemplazadas por nuevas células derivadas de las células madre del epitelio olfatorio. Cada neurona olfatoria expresa una sola de los cientos de proteínas receptoras olfatorias distintas codificadas por los genes correspondientes. Los axones de todas las neuronas olfatorias que expresan la misma proteína olfatoria se dirigen a la misma "estación de paso", llamada coméroslo en el bulbo olfatorio del cerebro.[cita requerida]

### Epitelio auditivo
Las células ciliadas del oído a diferencia de las células receptoras olfatorias, duran toda la vida, al menos en los mamíferos, si bien la expresión artificial de un gen de diferenciación llamado Atoh 1 en las células ciliadas, puede inducir la conversión de  las células de sostén en células ciliadas donde éstas hayan sido destruidas. Las células ciliadas no presentan axón, pero establecen contactos con los nervios terminales en el epitelio del oído. Su nombre viene de los haces de estereocilios (microvilli gigantes) que se hallan en su superficie apical. Las vibraciones de sonido hacen
que el haz de cilios se incline, como un manojo de juncos sometido al viento, lo cual provoca a su vez la apertura mecánica de los canales iónicos de los estereocilios. Dicha configuración abierta excita eléctricamente a la célula.

### Epitelio visual
En el ojo, las células fotorreceptoras de la retina absorben fotones en las moléculas del pigmento visual (formado por una proteína llamada opsina y retinal) contenidas en las pilas de membranas de los segmentos externos
del fotorreceptor, iniciando una excitación eléctrica mediante una vía indirecta de señalización intracelular. Aunque las células receptoras son permanentes y no se renuevan, las cisternas de membrana ricas en opsina contenidas en dichas células sufren una renovación continua.